# نادي المستقبل الليبي
نادي المستقبل الليبي هو نادي رياضي ليبي مقره بمدينة الجميل، تأسس 18 يوليو 1966. ألوان النادي هي خطوط طولية بيضاء وسوداء والقميص الآخر أسود وقميص الحارس الأول أصفر والآخر بنفسجي.
شارك النادي في الدوري الليبي الممتاز ثلاث مرات ودوري الدرجة الثانية الليبي 5 مرات وكأس ليبيا 8 مرات لكنه لم يحقق أي نتائج.

## معرض صور

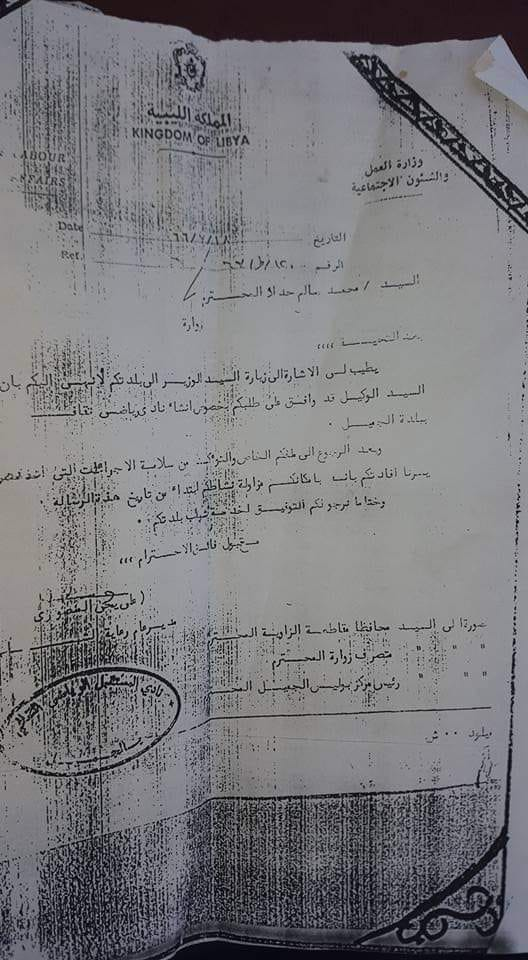
وثيقة تأسيس نادي المستقبل الرياضي بالجميل سنة 1966 في عهد المملكة الليبية
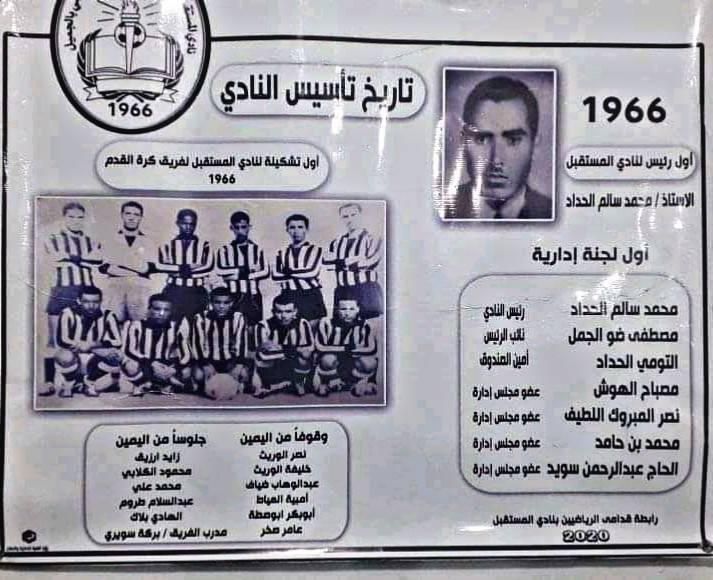
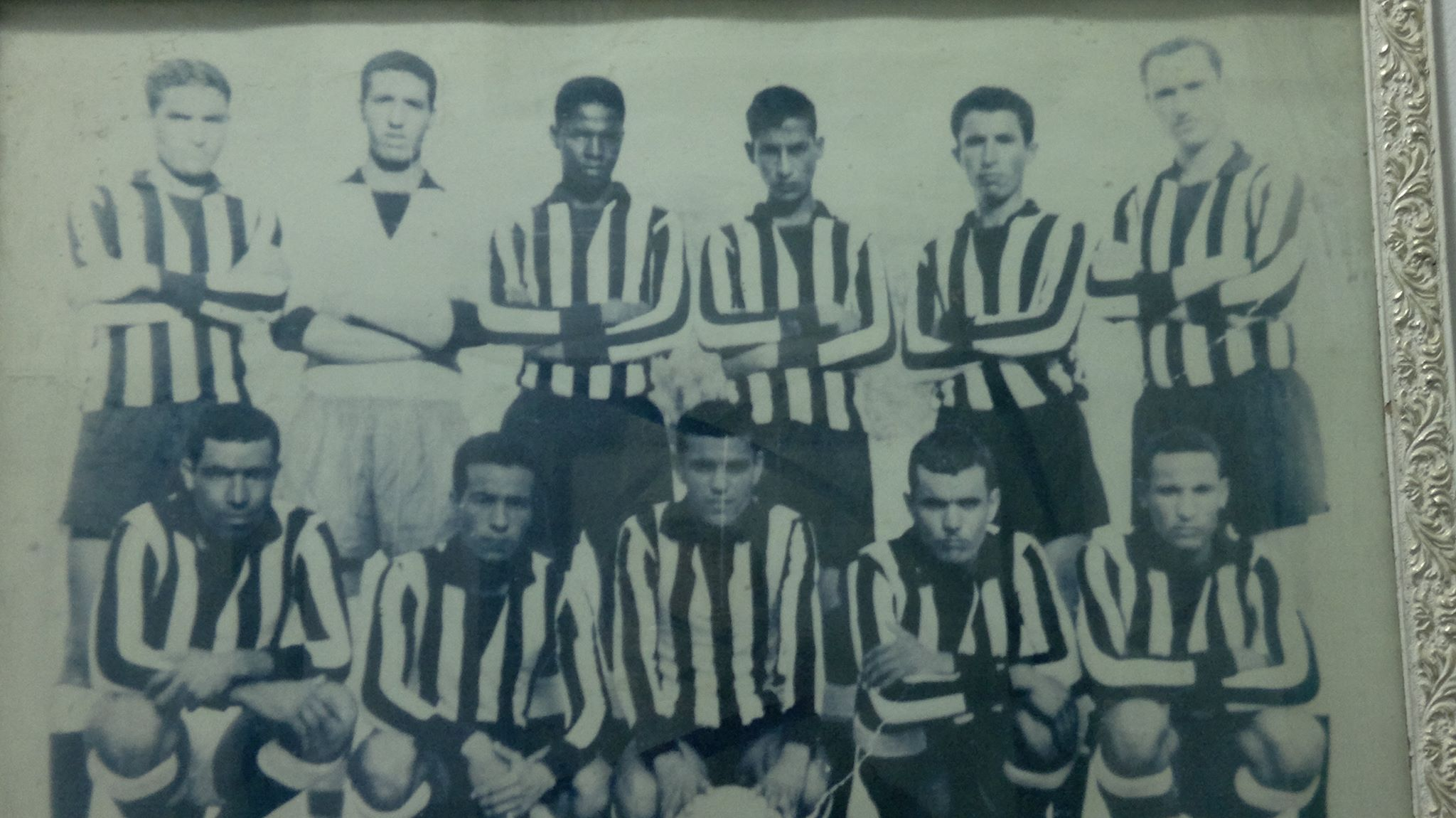
أول فريق لنادي المستقبل الرياضي في الجميل
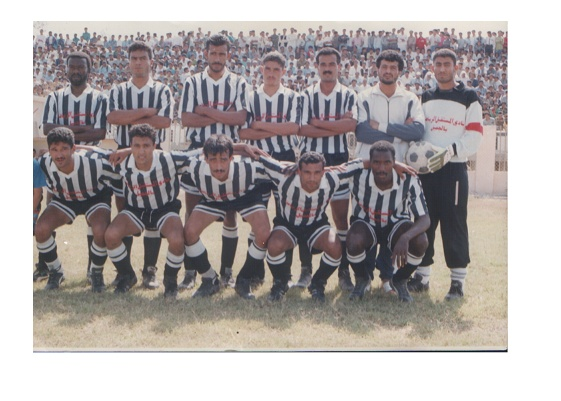
فريق لنادي المستقبل الرياضي سنة 1991.
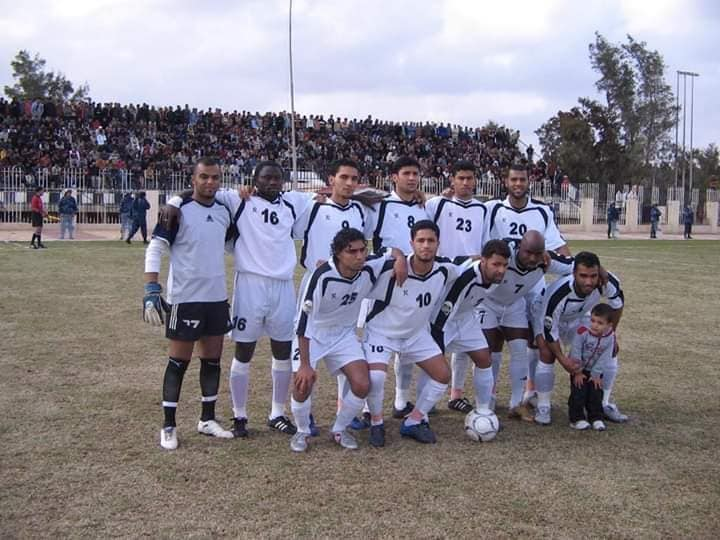
لاعبو الفريق سنة 2006.